# A Kangaroo-sziget emlősfajainak listája
Erszényesek (Marsupialia)
- nyugati erszényespele	Cercartetus concinnus
- tasmán erszényespele	Cercartetus lepidus
- déli erszényescickány	Sminthopsis aitkeni
- Derby-kenguru	Macropus eugenii
- kenguru-szigeti szürke óriáskenguru	Macropus fuliginosus fulinginosus
- kis bandikut	Isoodon obesulus
- gyűrűsfarkú erszényes	Pseudocheirus peregrinus
- közönséges rókakuzu	Trichosurus vulpecula
- koala	Phascolarctos cinereus

Kloákások (Monotrema)
- rövidcsőrű hangyászsün	Tachyglossus aculeatus
- kacsacsőrű emlős	Ornithorhynchus anatinus

Méhlepényes emlősök
Tengeri emlősök
Cetek (Cetacea)
- déli simabálna	Eubalaena australis, Balaena glacialis australis
- törpe simabálna	Caperea marginata
- trópusi bálna	Balaenoptera edeni
- közönséges barázdásbálna	Balaenoptera physalus
- közönséges delfin	Delphinus delphis
- kardszárnyú delfin	Orcinus orca
- hosszúszárnyú gömbölyűfejű-delfin	Globicephala melaena
- palackorrú delfin	Tursiops truncatus
- kis ámbráscet	Kogia breviceps
- törpe ámbráscet	Kogia simus
- nagy ámbráscet	Physeter macrocephalus
- déli kacsacsőrű cet	Hyperoodon planifrons
- Gray-féle csőröscet	Mesoplodon grayi
- Cuvier-féle csőröscet	Ziphius cavirostris
- agyaras csőröscet	Mesoplodon layardii

Ragadozók (Carnivora)
- új-zélandi medvefóka	Arctocephalus forsteri
- ausztrál medvefóka	Arctocephalus pusillus doriferus
- ausztráliai oroszlánfóka	Neophoca cinera

Szárazföldi emlősök
Rágcsálók (Rodentia)
- nyugat-európai házi egér	Mus musculus domesticus
- bozótpatkány	Rattus fuscipes
- vidrapatkány	Rattus lutreolus
- vándorpatkány	Rattus norvegicus
- házi patkány	Rattus rattus

Denevérek (Chiroptera)
- Saccolaimus flaviventris
- Mormopterus planiceps
- Tadarida australis
- Chalinolobus morio
- Chalinolobus gouldii
- Eptesicus darlington
- Eptesicus regulus
- Nyctophilus geoffroyi

Házi-, illetve haszonállatok
- házi macska (Felis silvestris catus)
- házi kecske (Capra aegagrus hircus)
- házi sertés (Sus scrofa domestica)
- juh (Ovis aries)